# Agriotes acuminatus
Agriotes acuminatus es una especie de escarabajo del género Agriotes, tribu Pomachiliini, familia Elateridae. Fue descrita científicamente por Stephens en 1830.
Se distribuye por Reino Unido de Gran Bretaña e Irlanda del Norte, Francia, Suiza, Alemania, Austria, Países Bajos, Luxemburgo, Bélgica, Dinamarca, Chequia, Polonia y Rusia. La especie se mantiene activa durante todos los meses del año excepto en febrero y noviembre.